# DELICIOUS (DREAMS COME TRUEのアルバム)
『DELICIOUS』（デリシャス）は、DREAMS COME TRUEの7枚目のアルバムである。
1995年3月25日にEpic/Sony Records（現・エピックレコードジャパン）からリリースされた。

## 概要
- 前作から約1年3か月ぶりのオリジナルアルバム。これまで1年に1枚のペースでアルバムを出していたDREAMS COME TRUEがアルバム発売に1年以上の間隔を空けるのは初めて。
- CDとCTに先駆けて、MD盤が一週間先行発売された。(規格品番：ESYB7090)
- 3曲目の「きづいてよ」、12曲目の「サンキュ.」は、表記はないもののシングルとは別バージョンになっている。
- DREAMS COME TRUE初の13曲入りのオリジナルアルバム。
- 『MILLION KISSES』から4作連続でダブルミリオン達成。オリコン調べでデビューからのアルバム平均売上が200万枚を突破したのは当時歴代1位の記録であった。前作『MAGIC』に続き2年連続で年間アルバム1位の売上を記録。
- 「1アルバム、1ツアー」を公言し1994年までは実行していたが、この年は4年に1度のグレイテストヒッツライブ「史上最強の移動遊園地ドリカムワンダーランド1995」が行われたため、このアルバムを携えてのツアーは行われていない。

## 収録曲
| 全作詞: 吉田美和（M-1を除く）、全編曲: 中村正人（M-8: 吉田美和）。 |                                                             |                        |                    |      |
| #                                                                  | タイトル                                                    | 作詞                   | 作曲               | 時間 |
| 1.                                                                 | 「WEATHER FORECAST」                                        | 吉田美和 （M-1を除く） | 中村正人           | 1:16 |
| 2.                                                                 | 「いつもいつでも 〜WHEREVER YOU ARE "DELICIOUS" VERSION〜」 | 吉田美和 （M-1を除く） | 中村正人           | 4:16 |
| 3.                                                                 | 「きづいてよ」                                              | 吉田美和 （M-1を除く） | 中村正人           | 4:24 |
| 4.                                                                 | 「TORIDGE＆LISBAH」                                         | 吉田美和 （M-1を除く） | 中村正人           | 3:04 |
| 5.                                                                 | 「i think you do」                                          | 吉田美和 （M-1を除く） | 中村正人           | 4:31 |
| 6.                                                                 | 「す き 〜ALBUM VERSION〜」                                 | 吉田美和 （M-1を除く） | 吉田美和           | 3:35 |
| 7.                                                                 | 「The signs of LOVE 〜ETERNITY "DELICIOUS" VERSION+〜」     | 吉田美和 （M-1を除く） | 中村正人           | 4:35 |
| 8.                                                                 | 「沈没船のモンキーガール」                                  | 吉田美和 （M-1を除く） | 吉田美和           | 2:28 |
| 9.                                                                 | 「たかが恋や愛」                                            | 吉田美和 （M-1を除く） | 中村正人           | 4:30 |
| 10.                                                                | 「琥珀の月」                                                | 吉田美和 （M-1を除く） | 中村正人           | 4:06 |
| 11.                                                                | 「IT'S SO DELICIOUS」                                       | 吉田美和 （M-1を除く） | 吉田美和・中村正人 | 4:19 |
| 12.                                                                | 「サンキュ.」                                               | 吉田美和 （M-1を除く） | 吉田美和・中村正人 | 3:42 |
| 13.                                                                | 「おやすみのうた」                                          | 吉田美和 （M-1を除く） | 吉田美和・中村正人 | 4:01 |
| 合計時間:                                                          | 合計時間:                                                   | 合計時間:              | 48:47              |      |

## 楽曲解説
1. WEATHER FORECAST
  - 前作『MAGIC』収録の「a little waltz」および、ブックレットのクレジット下部のspecial thanksにあるコメントがモチーフになっている[1]。
  - この曲のフレーズが、次作「LOVE UNLIMITED∞」収録の「ROMANCE 〜∞VERSION」に受け継がれている。
2. いつもいつでも 〜WHEREVER YOU ARE "DELICIOUS" VERSION〜
  - 15thシングル「WHEREVER YOU ARE」の日本語バージョン。
3. きづいてよ
  - 16thシングル。
  - シングルバージョンよりもイントロが長い。
4. TORIDGE＆LISBAH
5. i think you do
6. す　き 〜ALBUM VERSION〜
  - 16thシングル。
  - 新たにストリングスの音が収録されている。
7. The signs of LOVE 〜ETERNITY "DELICIOUS" VERSION+〜
  - 17thシングル「サンキュ.」のカップリング。
  - シングルバージョンよりもアウトロが長い。
  - 人気曲であるが、ライブではあまり披露されていない。
8. 沈没船のモンキーガール
  - 「モンキーガール」シリーズの第1作。以降続編となる楽曲が続々と制作されている。
  - 吉田美和が初めて編曲を手がけている。
9. たかが恋や愛
10. 琥珀の月
  - オカリナは吉田美和による演奏。
11. IT'S SO DELICIOUS
12. サンキュ.
  - 17thシングル。
  - シングルバージョンよりもイントロが長い。
13. おやすみのうた

## ライブ映像
| #  | タイトル               | 収録ライブ                                                                              |
| -- | ---------------------- | --------------------------------------------------------------------------------------- |
| 4  | TORIDGE & LISBAH       | 史上最強の移動遊園地 DREAMS COME TRUE WONDERLAND 2011                                   |
| 5  | i think you do         | DREAMS COME TRUE 裏ドリワンダーランド 2012/2013                                         |
| 6  | す き                  | 史上最強の移動遊園地 DREAMS COME TRUE WONDERLAND 1995                                   |
| 6  | す き                  | 史上最強の移動遊園地 DREAMS COME TRUE WONDERLAND 2003                                   |
| 6  | す き                  | 史上最強の移動遊園地 DREAMS COME TRUE WONDERLAND 2019                                   |
| 7  | The signs of LOVE      | 史上最強の移動遊園地 DREAMS COME TRUE WONDERLAND 1999 ～夏の夢～                        |
| 7  | The signs of LOVE      | 史上最強の移動遊園地 DREAMS COME TRUE WONDERLAND 2011                                   |
| 8  | 沈没船のモンキーガール | 史上最強の移動遊園地 DREAMS COME TRUE WONDERLAND 1995                                   |
| 8  | 沈没船のモンキーガール | DREAMS COME TRUE 裏ドリワンダーランド 2012/2013                                         |
| 9  | たかが恋や愛           | POCARI SWEAT 30th SPECIAL LIVE ドリ×ポカリ ～イキイキ！～                               |
| 10 | 琥珀の月               | 史上最強の移動遊園地 DREAMS COME TRUE WONDERLAND 1999 ～冬の夢～                        |
| 10 | 琥珀の月               | 20th Anniversary DREAMS COME TRUE CONCERT TOUR 2009 “ドリしてます？”                    |
| 10 | 琥珀の月               | 史上最強の移動遊園地 DREAMS COME TRUE WONDERLAND 2015                                   |
| 10 | 琥珀の月               | DREAMS COME TRUE ACOUSTIC風味LIVE 総仕上げの夕べ 2021/2022 ～仕上がりがよろしいようで～ |
| 11 | IT'S SO DELICIOUS      | 史上最強の移動遊園地 DREAMS COME TRUE WONDERLAND 1995                                   |
| 11 | IT'S SO DELICIOUS      | 史上最強の移動遊園地 DREAMS COME TRUE WONDERLAND 2003                                   |
| 11 | IT'S SO DELICIOUS      | 史上最強の移動遊園地 DREAMS COME TRUE WONDERLAND 2011                                   |
| 11 | IT'S SO DELICIOUS      | 史上最強の移動遊園地 DREAMS COME TRUE WONDERLAND 2023                                   |
| 12 | サンキュ.              | 史上最強の移動遊園地 DREAMS COME TRUE WONDERLAND 1995                                   |
| 12 | サンキュ.              | 史上最強の移動遊園地 DREAMS COME TRUE WONDERLAND 1999 ～夏の夢～                        |
| 12 | サンキュ.              | 史上最強の移動遊園地 DREAMS COME TRUE WONDERLAND 2003                                   |
| 12 | サンキュ.              | 史上最強の移動遊園地 DREAMS COME TRUE WONDERLAND 2007                                   |
| 12 | サンキュ.              | 20th Anniversary DREAMS COME TRUE CONCERT TOUR 2009 “ドリしてます？”                    |
| 12 | サンキュ.              | 史上最強の移動遊園地 DREAMS COME TRUE WONDERLAND 2011                                   |
| 12 | サンキュ.              | 25th Anniversary DREAMS COME TRUE CONCERT TOUR 2014 - ATTACK25 -                        |
| 12 | サンキュ.              | 史上最強の移動遊園地 DREAMS COME TRUE WONDERLAND 2015                                   |
| 12 | サンキュ.              | 史上最強の移動遊園地 DREAMS COME TRUE WONDERLAND 2019                                   |
| 12 | サンキュ.              | DREAMS COME TRUE ACOUSTIC風味LIVE 総仕上げの夕べ 2021/2022 ～仕上がりがよろしいようで～ |
| 13 | おやすみのうた         | DREAMS COME TRUE 裏ドリワンダーランド 2016                                              |